# Kościół Chrystusa Miłosiernego w Dęblinie
Kościół Chrystusa Miłosiernego – rzymskokatolicki kościół parafialny w Dęblinie, wzniesiony w 1781 jako unicka cerkiew w Łosicach, przeniesiony do Dęblina w 1929.

## Historia

### Cerkiew
Cerkiew prawosławna w Łosicach mogła istnieć już w 1264, kolejne wzmianki o niej pochodzą z 1428. Nosiła wezwanie Zaśnięcia Matki Bożej. Działająca przy niej parafia najprawdopodobniej przyjęła unię w 1648. Na miejscu dawnej cerkwi prawosławnej w 1781 wzniesiono nową drewnianą budowlę sakralną, w 1796 wstawiono do niej organy. Parafia w Łosicach w 1875, wskutek likwidacji unickiej diecezji chełmskiej, pod przymusem wróciła do wyznania prawosławnego. Została odremontowana i w 1887 powtórnie poświęcona przez arcybiskupa chełmsko-warszawskiego Leoncjusza, który przekazał do świątyni ikonostas pierwotnie znajdujący się w domowej cerkwi przy rezydencji prawosławnych biskupów chełmsko-warszawskich. W 1909 obiekt został odremontowany, zaś rok później dostawiono do niego dwa ganki, wyremontowano zewnętrzną fasadę frontową i ikonostas.

### Kościół
W 1919 obiekt został zrewindykowany na rzecz Kościoła rzymskokatolickiego. Nie był jednak użytkowany, gdyż w Łosicach istniał już parafialny kościół św. Zygmunta. W związku z tym obiekt sakralny popadał w ruinę. W 1923 pojawiła się koncepcja rozebrania budynku i budowy szkoły z pozyskanego materiału. Z planu tego zrezygnowano, ostatecznie w 1929 biskup podlaski Henryk Przeździecki zgodził się na sprzedaż obiektu nowo utworzonej parafii w Dęblinie.
W 1960 obiekt został rozbudowany o zakrystię i trzecią nawę, zaś cztery lata później - wyremontowany. W 1975 parafia św. Piusa V podjęła budowę nowego kościoła. Po jego wyświęceniu starszą świątynię przekazano kolejnej parafii w Dęblinie.

## Architektura
Jest to budowla drewniana, o konstrukcji zrębowej, szalowana, bazylikowa, trójnawowa, z nawami rozdzielonymi parami czworobocznych kolumn. Dachy kościoła są pulpitowe i dwuspadowe, kryte blachą. We wnętrzu obiektu znajduje się rokokowy ołtarz główny z rzeźbą Chrystusa Ukrzyżowanego w polu głównym i wyobrażeniem Trójcy Świętej w zwieńczeniu, wykonany w II poł. XVII w. Z XVIII stulecia pochodzą natomiast ołtarze boczne, również wykonane w stylu rokoko, uzupełnione następnie o nowe elementy. W tym samym wieku wykonano drzwi prowadzące na ambonę, z wizerunkiem archanioła Gabriela. W kościele znajduje się chór muzyczny, a na nim XVII-wieczne organy znajdujące się pierwotnie w kościele w Rykach. Z XVIII wieku pochodzą natomiast kielich mszalny i ludowy krucyfiks w przedsionku.